# Guesnain
Guesnain é uma comuna francesa na região administrativa de Altos da França, no departamento do Norte. Estende-se por uma área de 4.05 km². Em 2010 a comuna tinha 4 725 habitantes (densidade: 1 166,7 hab./km²).